# Zabrachypus atripedalis
Zabrachypus atripedalis är en stekelart som beskrevs av Mao-Ling Sheng 2001. Zabrachypus atripedalis ingår i släktet Zabrachypus och familjen brokparasitsteklar. Inga underarter finns listade i Catalogue of Life.